# Peniocereus greggii

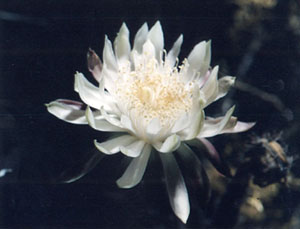
Blüte

Peniocereus greggii ist eine Pflanzenart in der Gattung Peniocereus aus der Familie der Kakteengewächse (Cactaceae). Das Artepitheton greggii ehrt den US-amerikanischen Kakteensammler Josiah Gregg (1806–1850). Trivialnamen sind „Arizona Queen of the Night“, „Deer Horn Cactus“, „Night Blooming Cereus“, „Reina de la Noche“, „Saramatraca“ und „Sweet Potato Cactus“.

## Beschreibung
Peniocereus greggii wächst strauchig mit aufrechten oder ausgespreizten, nur selten verzweigten Trieben. Die sehr großen, knollenförmigen Wurzeln erreichen Durchmesser von bis zu 60 Zentimeter. Die schlanken, graugrünen Triebe sind bei Durchmessern von 1,2 Zentimetern bis zu 3 Meter lang. Es sind vier bis sechs Rippen vorhanden. Der einzelne, weißliche Mitteldorn ist fast konisch und bis zu 2 Millimeter lang. Die sechs bis neun dunklen Randdornen sind kürzer als 1 Millimeter.
Die weißen Blüten öffnen sich in der Nacht. Sie sind 15 bis 20 Zentimeter lang und weisen einen Durchmesser von 5 bis 7,5 Zentimeter auf. Das Perikarpell und die Blütenröhre sind mit einigen kleinen Dornen besetzt. Die eiförmigen Früchte sind leuchtend rot. Sie sind 5 bis 7,5 Zentimeter lang.

## Verbreitung, Systematik und Gefährdung
Peniocereus greggii ist im Südwesten der Vereinigten Staaten sowie im angrenzenden Nordwesten Mexikos verbreitet.
Die Erstbeschreibung als Cereus greggii erfolgte 1848  durch George Engelmann. Nathaniel Lord Britton und Joseph Nelson Rose stellten die Art 1909 in die Gattung Peniocereus.
Es werden folgende Varietäten unterschieden:
- Peniocereus greggii var. greggii
- Peniocereus greggii var. transmontanus (Engelm.) Backeb.

In der Roten Liste gefährdeter Arten der IUCN wird die Art als „Least Concern (LC)“, d. h. als nicht gefährdet geführt.

## Nutzung
Die Wurzeln sind essbar. Sie wurden auch für volksmedizinische Zwecke eingesetzt.

## Nachweise